# تل‌قلعه (جم)
تل‌قلعه روستایی از توابع بخش مرکزی شهرستان جم استان بوشهر در جنوب ایران.
این روستا در دهستان جم قرار دارد و بر اساس سرشماری سال ۱۳۸۵ جمعیت آن ۱۹۰ نفر بوده است.